# Pedro de Llano
Pedro de Llano Cabado (La Coruña, 1947) es un arquitecto español, considerado un referente en la arquitectura popular gallega.

## Trayectoria
Nació en 1947 en la localidad gallega de La Coruña. Es hijo del periodista Pedro de Llano López. En 1976, se licenció en arquitectura por la Universidad de Madrid. Realizó su tesis doctoral Tipologías espaciales y constructivas en la arquitectura popular gallega en la Escuela Técnica Superior de Arquitectura de La Coruña. Fue profesor de Análisis Arquitectónico en la ETSA. Fue responsable de artes plásticas del Consejo de la Cultura de Gallega.
Entre 1974 y 1980 realizó una prospección exhaustiva de la arquitectura popular gallega que culminó con la publicación en 1983 del primer volumen de Arquitectura popular en Galicia. Esta obra fue la primera catalogación que se realizó de construcciones anónimas gallegas de la arquitectura doméstica, del territorio, agrícola, comunal y especializada.
A finales de 2023 declaró que renunciaba al Premio Galicia de Arquitectura, que había recogido en Gaiás unos meses antes para "advertir de un atropello patrimonial que se está cometiendo con el grupo formado por Castro Lupario y los pueblo de Angueira de Castro".

## Reconocimientos
En 1982, recibió el premio de Ensayo y Pensamiento, concedido por el Colegio Oficial de Arquitectos de Galicia, por el valor de su obra Arquitectura popular en Galicia. En 1988, volvió a ser premiado en este certamen en la categoría de Ciencias y Artes de la Representación.
En 1996, le fue otorgado el Premio COAG de Arquitectura, por la rehabilitación de la sede del Consello da Cultura Galega.
En 2023, fue reconocido con el Premio Especial a la trayectoria profesional por su recorrido por el pasado arquitectónico de Galicia en su enciclopedia Arquitectura popular en Galicia, en la gala de los Premio Galicia de Arquitectura 2023.

## Obra
- Ons, a arquitectura dunha comunidade desaparecida, 1981.
- Arquitectura popular en Galicia, 1983.
- Alejandro de la Sota. O nacemento dunha arquitectura, 1994.
- Arquitectura popular en Galicia. Razón e construcción, 1996.
- Le Corbusier. Viaje al mundo de un creador a través de 25 arquitecturas, 1997.
- Compañeros de oficio, 2013.

## Vida de personal
Se casó con Marga Neira López, filóloga especializada en lexicografía gallega. Sus hijos son el curador e investigador de arte Pedro de Llano Neira y el periodista Pablo de Llano Neira.